# Минеральный
Минеральный (чечен. Аьчка-ХитIа) — посёлок в Надтеречном районе Чеченской Республики. Входит в состав Надтеречненского сельского поселения.

## Топоним
Современный статус (посёлок) и название с 2023 года.
Ранее Центральная усадьба госхоза «Минеральный»— населённый пункт или хутор

## География
Расположен у северного подножья Терского хребта, в 50 км к северо-западу от города Грозный и в 35 км к юго-востоку от районного центра села Знаменское.
Ближайшие населённые пункты: на севере — село Надтеречное, на северо-востоке — сёла Мекен-Юрт, Кень-Юрт и Подгорное, на юго-востоке — село Зебир-Юрт, на западе — село Калаус.

## История
В 1977 году Указом Президиума ВС РСФСР посёлок центральной усадьбы госхоза «Минеральный» был переименован в посёлок Минеральный. Последующего обратного переименования не было зафиксировано, но в местных законах Чеченской Республики фигурирует прежнее название населённого пункта Центральная усадьба госхоза «Минеральный», тогда как на федеральном уровне он считается хутором Минеральный.

## Население
| 2010 | 2019 | 2021 |
| ---- | ---- | ---- |
| 247  | →247 | ↗261 |